# 76. Międzynarodowy Festiwal Filmowy w Wenecji
76. Międzynarodowy Festiwal Filmowy w Wenecji odbył się w dniach 28 sierpnia – 7 września 2019 roku. Imprezę otworzył pokaz francuskiego filmu Prawda w reżyserii Hirokazu Koreedy. W konkursie głównym zaprezentowanych zostało 21 filmów pochodzących z 12 różnych krajów.
Jury pod przewodnictwem argentyńskiej reżyserki Lucrecii Martel przyznało nagrodę główną festiwalu, Złotego Lwa, amerykańskiemu filmowi Joker w reżyserii Todda Phillipsa. Drugą nagrodę w konkursie głównym, Grand Prix, przyznano francuskiemu obrazowi Oficer i szpieg w reżyserii Romana Polańskiego.
Honorowego Złotego Lwa za całokształt twórczości otrzymali hiszpański reżyser Pedro Almodóvar i brytyjska aktorka Julie Andrews. Galę otwarcia i zamknięcia festiwalu prowadziła włoska aktorka Alessandra Mastronardi.

## Członkowie jury

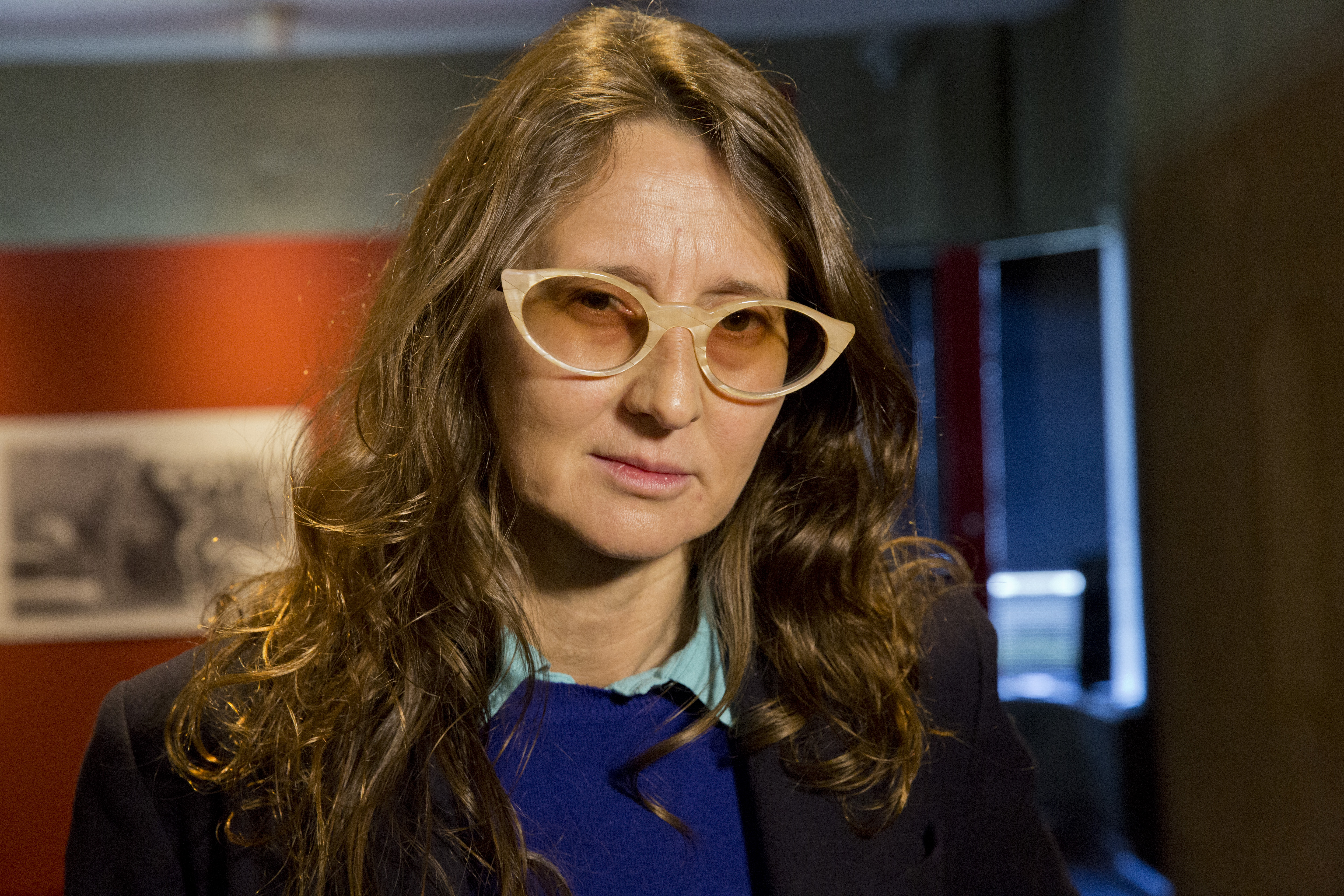
Przewodnicząca jury konkursu głównego Lucrecia Martel.

### Konkurs główny
- Lucrecia Martel, argentyńska reżyserka − przewodnicząca jury[6]
- Piers Handling, były dyrektor MFF w Toronto
- Mary Harron, kanadyjska reżyserka
- Stacy Martin, francuska aktorka
- Rodrigo Prieto, meksykański operator filmowy
- Shin’ya Tsukamoto, japoński reżyser
- Paolo Virzì, włoski reżyser

### Sekcja „Horyzonty”
- Susanna Nicchiarelli, włoska reżyserka − przewodnicząca jury
- Mark Adams, dyrektor artystyczny MFF w Edynburgu
- Rachid Bouchareb, algierski reżyser
- Álvaro Brechner, urugwajski reżyser
- Eva Sangiorgi, dyrektor artystyczna MFF w Wiedniu

### Nagroda im. Luigiego De Laurentiisa
- Emir Kusturica, serbski reżyser − przewodniczący jury
- Antonietta De Lillo, włoska reżyserka
- Terence Nance, amerykański reżyser
- Hind Sabri, tunezyjska aktorka
- Michael J. Werner, amerykański producent filmowy

## Selekcja oficjalna

### Otwarcie i zamknięcie festiwalu
|             | Tytuł           | Reżyseria          | Kraj produkcji  |
| ----------- | --------------- | ------------------ | --------------- |
| Otwierający | Prawda          | Hirokazu Koreeda   | Francja         |
| Zamykający  | Obraz pożądania | Giuseppe Capotondi | Wielka Brytania |

### Konkurs główny
Następujące filmy zostały wyselekcjonowane do udziału w konkursie głównym o Złotego Lwa:
| Tytuł polski                   | Tytuł oryginalny                       | Reżyseria         | Kraj produkcji    |
| ------------------------------ | -------------------------------------- | ----------------- | ----------------- |
| Ad Astra                       | Ad Astra                               | James Gray        | Stany Zjednoczone |
| Babyteeth                      | Babyteeth                              | Shannon Murphy    | Australia         |
| Ema                            | Ema                                    | Pablo Larraín     | Chile             |
| Gloria Mundi                   | Gloria Mundi                           | Robert Guédiguian | Francja           |
| Gość honorowy                  | Guest of Honour                        | Atom Egoyan       | Kanada            |
| Moje dziedzictwo               | A Herdade                              | Tiago Guedes      | Portugalia        |
| Oficer i szpieg                | J'accuse                               | Roman Polański    | Francja           |
| Ulica Wiśniowa nr 7            | 繼園臺七號 Ji Yuan Tai Qi Hao          | Yonfan            | Hongkong          |
| Joker                          | Joker                                  | Todd Phillips     | Stany Zjednoczone |
| Saturday Fiction               | 兰心大剧院 Lan xin da ju yuan          | Lou Ye            | Chiny             |
| Pralnia                        | The Laundromat                         | Steven Soderbergh | Stany Zjednoczone |
| Mafia to już nie to, co kiedyś | La mafia non è più quella di una volta | Franco Maresco    | Włochy            |
| Historia małżeńska             | Marriage Story                         | Noah Baumbach     | Stany Zjednoczone |
| Martin Eden                    | Martin Eden                            | Pietro Marcello   | Włochy            |
| Malowany ptak                  | Nabarvené ptáče                        | Václav Marhoul    | Czechy            |
| O nieskończoności              | Om det oändliga                        | Roy Andersson     | Szwecja           |
| Idealna kandydatka             | المرشحة المثالية The Perfect Candidate | Haifaa al-Mansour | Arabia Saudyjska  |
| Burmistrz Rione Sanità         | Il sindaco del Rione Sanità            | Mario Martone     | Włochy            |
| Prawda                         | La vérité                              | Hirokazu Koreeda  | Francja           |
| Czekając na barbarzyńców       | Waiting for the Barbarians             | Ciro Guerra       | Stany Zjednoczone |
| Wasp. Sieć szpiegów            | Wasp Network                           | Olivier Assayas   | Francja           |

### Pokazy pozakonkursowe
Następujące filmy zostały wyświetlone na festiwalu w ramach pokazów pozakonkursowych i specjalnych:

#### Filmy fabularne
| Tytuł polski                                               | Tytuł oryginalny                   | Reżyseria                | Kraj produkcji    |
| ---------------------------------------------------------- | ---------------------------------- | ------------------------ | ----------------- |
| Dorośli w pokoju                                           | Adults in the Room                 | Costa-Gavras             | Francja           |
| Obraz pożądania                                            | The Burnt Orange Heresy            | Giuseppe Capotondi       | Wielka Brytania   |
| Elektryczny łabędź (film krótkometrażowy)                  | Electric Swan                      | Konstantina Kotzamani    | Argentyna         |
| Oczy szeroko zamknięte (pokaz z okazji 20 lat od premiery) | Eyes Wide Shut                     | Stanley Kubrick          | Wielka Brytania   |
| Nieodwracalne (wersja reżyserska)                          | Irréversible - Inversion intégrale | Gaspar Noé               | Francja           |
| Król                                                       | The King                           | David Michôd             | Wielka Brytania   |
| Mosul                                                      | Mosul                              | Matthew Michael Carnahan | Stany Zjednoczone |
| Nowy papież (miniserial, odcinki 2 i 7)                    | The New Pope                       | Paolo Sorrentino         | Włochy            |
| No One Left Behind (film krótkometrażowy)                  | No One Left Behind                 | Guillermo Arriaga        | Meksyk            |
| Seberg                                                     | Seberg                             | Benedict Andrews         | Stany Zjednoczone |
| Tutto il mio folle amore                                   | Tutto il mio folle amore           | Gabriele Salvatores      | Włochy            |
| Życie                                                      | Vivere                             | Francesca Archibugi      | Włochy            |
| Zero Zero Zero (miniserial, odcinki 1-2)                   | ZeroZeroZero                       | Stefano Sollima          | Włochy            |

#### Filmy dokumentalne
| Tytuł polski                                                                  | Tytuł oryginalny                                       | Reżyseria                               | Kraj produkcji    |
| ----------------------------------------------------------------------------- | ------------------------------------------------------ | --------------------------------------- | ----------------- |
| 45 sekund śmiechu                                                             | 45 Seconds of Laughter                                 | Tim Robbins                             | Stany Zjednoczone |
| Obywatel K                                                                    | Citizen K                                              | Alex Gibney                             | Stany Zjednoczone |
| Obywatel Rosi                                                                 | Citizen Rosi                                           | Didi Gnocchi i Carolina Rosi            | Włochy            |
| Kolektyw                                                                      | Colectiv                                               | Alexander Nanau                         | Rumunia           |
| I diari di Angela: Noi due cineasti. Capitolo secondo                         | I diari di Angela: Noi due cineasti. Capitolo secondo  | Yervant Gianikian                       | Włochy            |
| Ważniejsza od królów                                                          | The Kingmaker                                          | Lauren Greenfield                       | Stany Zjednoczone |
| Never Just a Dream: Stanley Kubrick and Eyes Wide Shut (film krótkometrażowy) | Never Just a Dream: Stanley Kubrick and Eyes Wide Shut | Matt Wells                              | Stany Zjednoczone |
| Planeta na morzu                                                              | Il pianeta in mare                                     | Andrea Segre                            | Włochy            |
| Roger Waters: Us + Them                                                       | Roger Waters: Us + Them                                | Sean Evans i Roger Waters               | Wielka Brytania   |
| Pogrzeb Stalina                                                               | State Funeral                                          | Siergiej Łoznica                        | Holandia          |
| Kobieta                                                                       | Woman                                                  | Yann Arthus-Bertrand i Anastasia Mikova | Francja           |

### Sekcja „Horyzonty”
Następujące filmy zostały wyświetlone na festiwalu w ramach sekcji „Horyzonty”:
| Tytuł polski         | Tytuł oryginalny                    | Reżyseria               | Kraj produkcji    |
| -------------------- | ----------------------------------- | ----------------------- | ----------------- |
| Atlantyda            | Атлантида Atlantida                 | Walentyn Wasjanowicz    | Ukraina           |
| Syn                  | بيك نعيش Bik Eneich: Un fils        | Mehdi Barsaoui          | Tunezja           |
| Białe na białym      | Blanco en blanco                    | Théo Court              | Chile             |
| Kryminalista         | ბოროტმოქმედი Borotmokmedi           | Dmitrij Mamulia         | Gruzja            |
| Cień wody            | ചോല Chola                            | Sanal Kumar Sasidharan  | Indie             |
| Samotność Gigantów   | Giants Being Lonely                 | Grear Patterson         | Stany Zjednoczone |
| Hava, Maryam, Ayesha | حوا مریم عایشه Hava, Maryam, Ayesha | Sahraa Karimi           | Afganistan        |
| Matka                | Madre                               | Rodrigo Sorogoyen       | Hiszpania         |
| Dni mojej chwały     | Mes jours de gloire                 | Antoine de Bary         | Francja           |
| 30 gramów            | متری شش و نیم Metri Shesh Va Nim    | Saeed Rustayi           | Iran              |
| Moffie               | Moffie                              | Oliver Hermanus         | Południowa Afryka |
| Nevia                | Nevia                               | Nunzia De Stefano       | Włochy            |
| Krew pelikana        | Pelikanblut                         | Katrin Gebbe            | Niemcy            |
| Balon                | 气球 Qi qiu                         | Pema Tseden             | Chiny             |
| Powrót               | Revenir                             | Jessica Palud           | Francja           |
| Rialto               | Rialto                              | Peter Mackie Burns      | Irlandia          |
| Sole                 | Sole                                | Carlo Sironi            | Włochy            |
| Werdykt              | Verdict                             | Raymund Ribay Gutierrez | Filipiny          |
| Zumiriki             | Zumiriki                            | Óskar Alegría           | Hiszpania         |

## Laureaci nagród

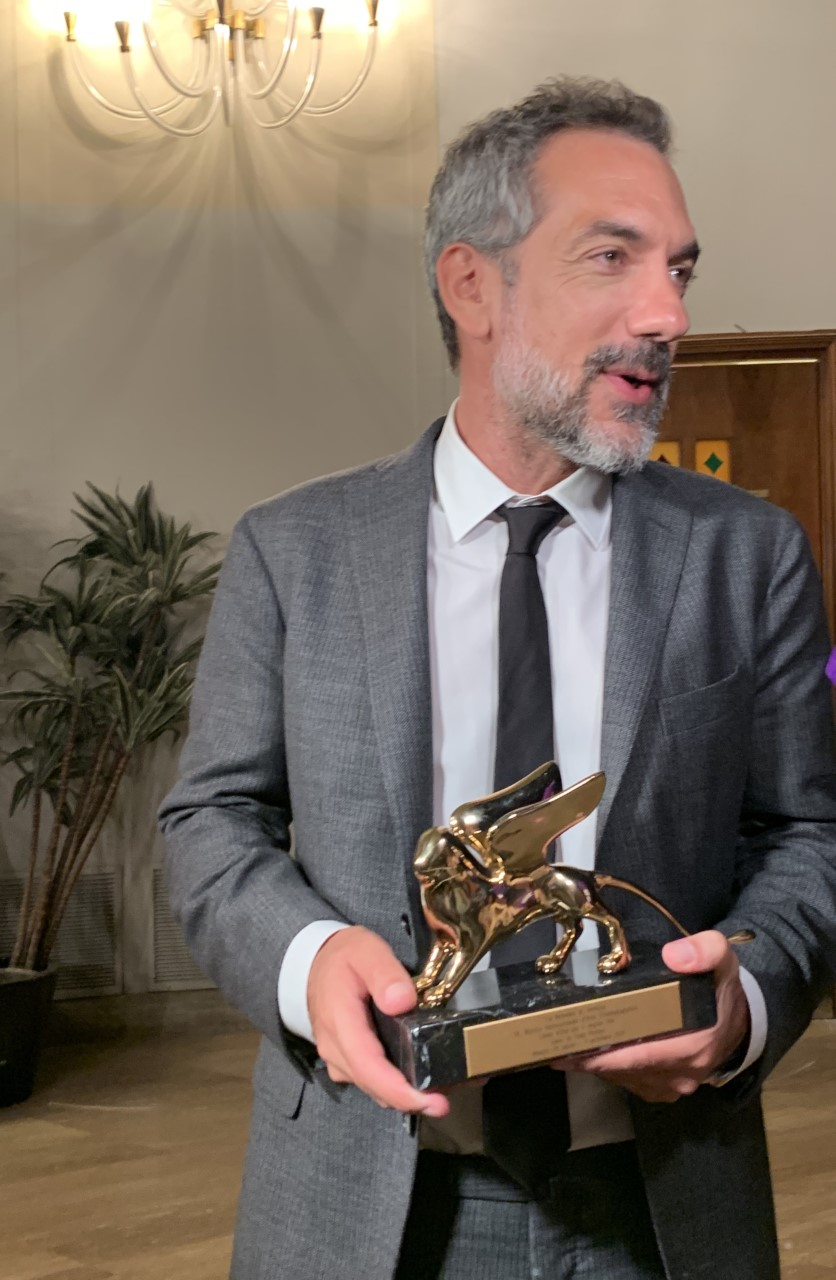
Todd Phillips ze Złotym Lwem za film Joker.

### Konkurs główny
Złoty Lew
- Joker, reż. Todd Phillips

Wielka Nagroda Jury
- Oficer i szpieg, reż. Roman Polański

Srebrny Lew dla najlepszego reżysera
- Roy Andersson − O nieskończoności

Nagroda Specjalna Jury
- Mafia to już nie to, co kiedyś, reż. Franco Maresco

Puchar Volpiego dla najlepszej aktorki
- Ariane Ascaride − Gloria Mundi

Puchar Volpiego dla najlepszego aktora
- Luca Marinelli − Martin Eden

Złota Osella za najlepszy scenariusz
- Yonfan − Ulica Wiśniowa nr 7

Nagroda im. Marcello Mastroianniego dla początkującego aktora lub aktorki
- Toby Wallace − Babyteeth

### Sekcja „Horyzonty”
Nagroda Główna
- Atlantyda, reż. Walentyn Wasjanowicz

Nagroda Specjalna Jury
- Werdykt, reż. Raymund Ribay Gutierrez

Nagroda za najlepszą reżyserię
- Théo Court − Białe na białym

Nagroda za najlepszą rolę żeńską
- Marta Nieto − Matka

Nagroda za najlepszą rolę męską
- Sami Bouajila − Syn

Nagroda za najlepszy scenariusz
- Jessica Palud, Philippe Lioret i Diastème − Powrót

Nagroda za najlepszy film krótkometrażowy
- Darling, reż. Saim Sadiq

### Wybrane pozostałe nagrody
Nagroda im. Luigiego De Laurentiisa za najlepszy debiut reżyserski
- Umrzesz, mając 20 lat, reż. Amjad Abu Alala

Nagroda Publiczności w sekcji „Międzynarodowy Tydzień Krytyki”
- Arab Blues, reż. Manele Labidi

Nagroda za reżyserię w sekcji „Venice Days”
- Płacząca kobieta, reż. Jayro Bustamante

Nagroda Label Europa Cinemas dla najlepszego filmu europejskiego
- Boże Ciało, reż. Jan Komasa

Nagroda sekcji „Venice Classics” za najlepiej odrestaurowany film
- Ekstaza, reż. Gustav Machatý

Nagroda sekcji „Venice Classics” za najlepszy film dokumentalny o tematyce filmowej
- Babenco: Powiedz, kiedy umrę, reż. Bárbara Paz

Nagroda FIPRESCI
- Konkurs główny:  Oficer i szpieg, reż. Roman Polański
- Sekcje paralelne:  Białe na białym, reż. Théo Court

Nagroda im. Francesco Pasinettiego (SNGCI – Narodowego Stowarzyszenia Włoskich Krytyków Filmowych)
- Najlepszy włoski film:  Burmistrz Rione Sanità, reż. Mario Martone
- Najlepszy włoski aktor:  Francesco Di Leva i Massimiliano Gallo − Burmistrz Rione Sanità
- Najlepsza włoska aktorka:  Valeria Golino − 5 to liczba idealna, Cała moja szalona miłość i Dorośli w pokoju
- Nagroda specjalna:  Obywatel Rosi, reż. Didi Gnocchi i Carolina Rosi

Nagroda SIGNIS (Międzynarodowej Organizacji Mediów Katolickich)
- Babyteeth, reż. Shannon Murphy
  - Wyróżnienie Specjalne:  Czekając na barbarzyńców, reż. Ciro Guerra

Queerowy Lew dla najlepszego filmu o tematyce LGBT
- Książę, reż. Sebastián Muñoz

Nagroda UNICEF-u
- Malowany ptak, reż. Václav Marhoul

Nagroda UNESCO
- 45 sekund śmiechu, reż. Tim Robbins

Honorowy Złoty Lew za całokształt twórczości
- Pedro Almodóvar
- Julie Andrews